# 赵庆业
赵庆业（1966年5月—），男，汉族，河南台前人。中华人民共和国政治人物。研究生学历，经济学硕士学位，中共党员，现任河南省财政厅厅长。

## 简历
2009年7月，任河南省财政厅副厅长；2021年7月，任河南省财政厅厅长、党组书记。